# Chuyến bay 296 của Air France
Chuyến bay 296Q của Air France là chuyến bay bằng chiếc Airbus A320-111 mới do Air France khai thác. Vào ngày 26 tháng 6 năm 1988, nó bị rơi trong khi vượt qua sân bay Mulhouse – Habsheim (mã sân bay ICAO tcode LFGB) khi đang trình diễn tại Triển lãm Hàng không Habsheim. Vụ tai nạn xảy ra trước hàng ngàn khán giả, là một trong số ít sự cố của một chiếc máy bay thương mại được quay phim toàn bộ trên video. Nguyên nhân của vụ tai nạn đã là nguồn gây tranh cãi lớn.
Chuyến bay đặc biệt này không chỉ là chuyến bay chở khách đầu tiên của A320 (phần lớn những người trên tàu là nhà báo và người thắng cuộc), nhưng nó cũng là cuộc trình diễn đầu tiên của một chiếc máy bay dân dụng điều khiển bằng màn hình. Chiếc máy bay trình diễn với tốc độ bay thấp, đang hạ cánh xuống, được cho là sẽ diễn ra ở độ cao 100 feet (33 mét); thay vào đó, chiếc máy bay thực hiện bay biểu diễn ở độ cao 30 feet, lướt qua những ngọn cây của khu rừng ở cuối đường băng (không được hiển thị trên bản đồ sân bay cho các phi công), và rơi xuống đất. Tất cả hành khách đã sống sót sau tác động ban đầu, mặc dù một người phụ nữ và hai đứa con đã chết vì ngạt khói trước khi họ có thể thoát khỏi máy bay.
Các báo cáo chính thức kết luận rằng các phi công bay quá thấp, quá chậm, không nhìn thấy khu rừng và vô tình bay vào đó. Cơ trưởng chuyến bay, Michel Asseline, tranh cãi báo cáo và tuyên bố một lỗi trong máy bay bằng dây dẫn ngăn cản ông áp dụng lực đẩy và kéo lên. Sau hậu quả của vụ tai nạn, có những cáo buộc rằng các nhà điều tra đã làm giả mạo bằng chứng, đặc biệt là thiết bị ghi chuyến bay của máy bay ("hộp đen").
Một hậu quả sau đó của những tin đồn về bằng chứng giả mạo trong trường hợp này dẫn đến các nhà điều tra của Airbus bị từ chối truy cập vào một trang bị tai nạn khác, của chuyến bay 148 của Air Inter vào năm 1992, cho đến khi các quan chức tư pháp bảo đảm địa điểm. Sự chậm trễ này có thể dẫn đến việc phá hủy một trong những "hộp đen" của chiếc máy bay đó.
Đây là vụ tai nạn đầu tiên của một chiếc máy bay Airbus A320.

## Phi hành đoàn
Cơ trưởng Michel Asseline, 44 tuổi, đã làm phi công cho Air France gần 20 năm và đã có các chứng chỉ xác nhận sau: Caravelle, Boeing 707, 727, và 737, và Airbus A300 và A310. Ông là một phi công xuất sắc với 10.463 giờ bay. Là một cơ trưởng tập sự từ năm 1979, ông được bổ nhiệm làm trưởng phân ban đào tạo A320 của công ty vào cuối năm 1987. Là phi công kỹ thuật của Air France, ông đã tham gia rất nhiều vào thử nghiệm bay loại A320 và đã tiến hành các hoạt động vượt quá giới hạn hoạt động bình thường. Ông hoàn toàn tin tưởng vào hệ thống máy tính của máy bay.
Phụ lái Pierre Mazières, 45 tuổi, đã bay với công ty từ năm 1969 và đã là một đội trưởng huấn luyện trong sáu năm. Ông đã được chứng nhận Caravelle, Boeing 707 và 737, và đã đủ điều kiện như một đội trưởng A320 ba tháng trước khi tai nạn.  Ông có 10.853 giờ bay.